# Trimerotropis barnumi
Trimerotropis barnumi är en insektsart som beskrevs av Tinkham 1960. Trimerotropis barnumi ingår i släktet Trimerotropis och familjen gräshoppor. Inga underarter finns listade i Catalogue of Life.